# Pietro Cesari
Pietro Cesari (Lodi Vecchio, 2 luglio 1924 – Lodi Vecchio, 9 maggio 2023) è stato un calciatore italiano, di ruolo attaccante.

## Carriera
Iniziò a giocare a calcio nell'U.S., la società del suo paese natale, dov'era conosciuto con la Scurmagna di Piparu.
Debuttò in Serie B con il Fanfulla nella stagione 1947-1948, disputando quattro campionati cadetti per un totale di 71 presenze e 13 reti.

## Palmarès

### Club

#### Competizioni nazionali
- Serie C: 1

Fanfulla: 1948-1949